# Barbara Eden

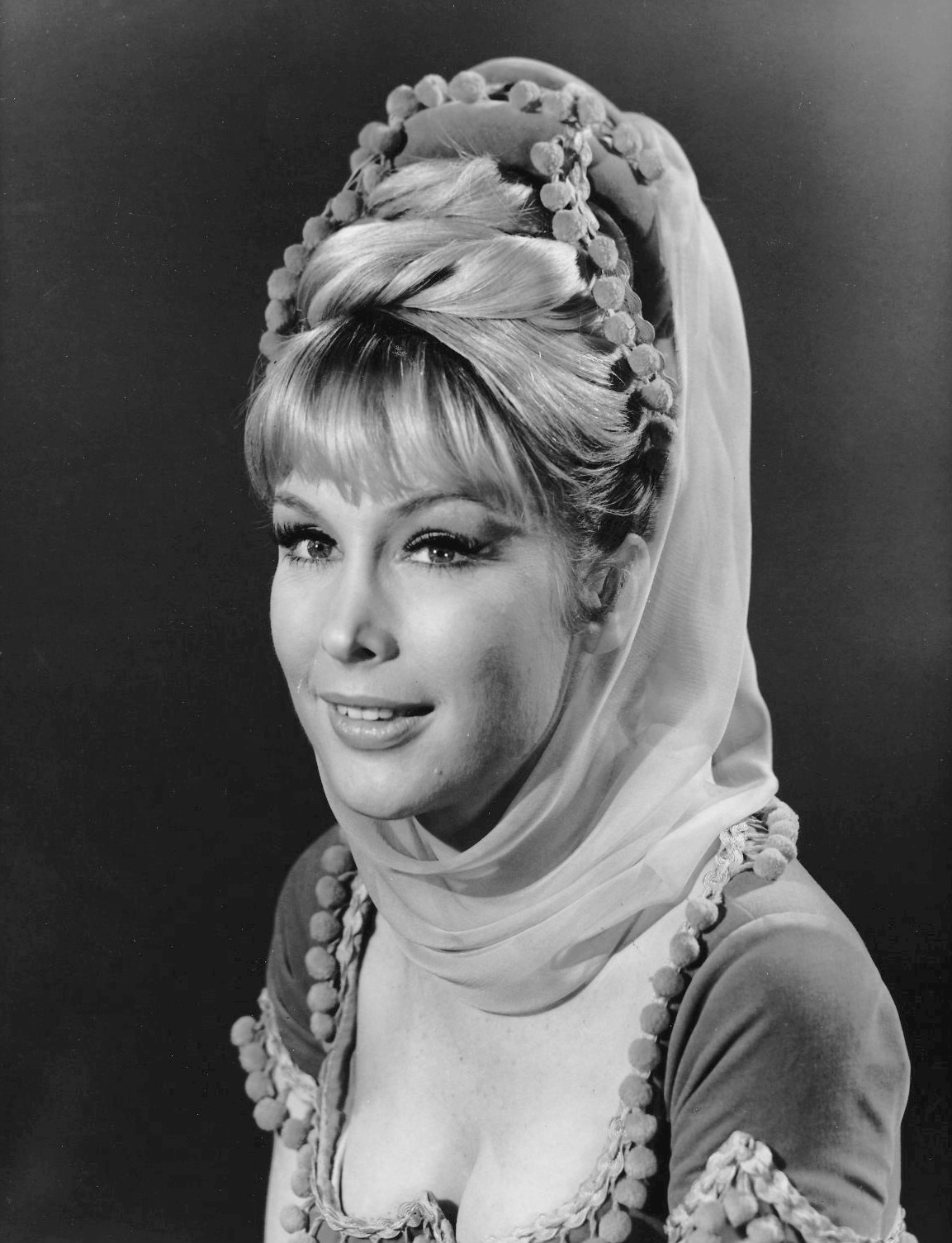
Barbara Eden în rolul lui Jeannie (1966)

Barbara Eden (n. 23 august 1931, Tucson, Arizona, SUA) este o actriță americană de film și TV.

## Filmografie

### Film
| An   | Titlu                                     | Rol                      | Note                                              |
| ---- | ----------------------------------------- | ------------------------ | ------------------------------------------------- |
| 1956 | Back from Eternity                        | Blonde College Girl      |                                                   |
| 1956 | Earth vs. the Flying Saucers              | Backseat plane passenger | Alternative title: Invasion of the Flying Saucers |
| 1957 | Will Success Spoil Rock Hunter?           | Miss Carstairs           |                                                   |
| 1957 | The Wayward Girl                          | Molly                    |                                                   |
| 1959 | A Private's Affair                        | Sgt. Katey Mulligan      |                                                   |
| 1960 | Twelve Hours to Kill                      | Lucy Hall                |                                                   |
| 1960 | Flaming Star                              | Roslyn Pierce            |                                                   |
| 1960 | From the Terrace                          | Clemmie Shrevie          |                                                   |
| 1961 | Swingin' Along                            | Carol Walker             |                                                   |
| 1961 | All Hands on Deck                         | Sally Hobson             |                                                   |
| 1961 | Voyage to the Bottom of the Sea           | Lt. Cathy Connors        |                                                   |
| 1962 | The Wonderful World of the Brothers Grimm | Greta Heinrich           |                                                   |
| 1962 | Five Weeks in a Balloon                   | Susan Gale               |                                                   |
| 1963 | The Yellow Canary                         | Lissa Paxton             |                                                   |
| 1964 | 7 Faces of Dr. Lao                        | Angela Benedict          |                                                   |
| 1964 | Quick, Let's Get Married                  | Pia Pacelli              | Alternative title: The Confession                 |
| 1964 | The Brass Bottle                          | Sylvia Kenton            |                                                   |
| 1964 | The New Interns                           | Laura Rogers             |                                                   |
| 1964 | Ride the Wild Surf                        | Augie Poole              |                                                   |
| 1976 | The Amazing Dobermans                     | Justine                  | Alternative title: Lucky                          |
| 1978 | Harper Valley PTA                         | Stella Johnson           |                                                   |
| 1984 | Chattanooga Choo Choo                     | Maggie Jones             |                                                   |
| 1985 | The Fantasy Film Worlds of George Pal     | Herself                  | Documentary                                       |
| 1996 | A Very Brady Sequel                       | Jeannie                  |                                                   |
| 2003 | Carolina                                  | Daphne St. Claire        |                                                   |

### Televiziune
- 1955–56: The Johnny Carson Show (rol secundar)
- 1956: The West Point Story (Episodul: "A Tough Decision")
- 1957: Highway Patrol (Episodul: "Hostage Copter")
- 1957: I Love Lucy (Episodul: "Country Club Dance")
- 1957: The Millionaire (Episodul: "The Ted McAllister Story")
- 1957: Crossroads (Episodul: "A Green Hill Faraway")
- 1957–59: How to Marry a Millionaire (52 episoade)
- 1957: Perry Mason (Episodul: "The Case of the Angry Mourner")
- 1957: Gunsmoke (Episodul: "Romeo")
- 1957: Bachelor Father (Episodul: "Bentley and the Revolving Housekeepers")
- 1957: December Bride (Episodul: "The Other Woman")
- 1958: Father Knows Best (Episodul: "The Rivals")
- 1958: The Lineup (Episodul: "The Samuel Bradford Case")
- 1961: Adventures in Paradise (Episodul: "The Inheritance")
- 1962: The Andy Griffith Show (Episodul: "The Manicurist")
- 1962: Target: The Corruptors! (Episodul: "Babes in Wall Street")
- 1962: Cain's Hundred (Episodul: "Savage in Darkness")
- 1962: Saints and Sinners (Episodul: "Daddy's Girl")
- 1963: Dr. Kildare (Episodul: "If You Can't Believe the Truth")
- 1963–64: Rawhide (3 episoade)
- 1963–65: Burke's Law (4 episoade)
- 1964: Route 66 (2 episoade)
- 1964: The Virginian (Episodul: "The Brazos Kid")
- 1965: Slattery's People (Episodul: "Question: When Do We Hang the Good Samaritan?")
- 1965: The Rogues (Episodul: "Wherefore Art Thou, Harold?")
- 1965–70: Visând la Jeannie (139 episoade)
- 1971: The Feminist and the Fuzz (Film TV)
- 1971: A Howling in the Woods (Film TV)
- 1972: The Woman Hunter (Film TV)
- 1973: The Barbara Eden Show (pilot TV)
- 1973: Guess Who's Sleeping in My Bed? (Film TV)
- 1974: The Stranger Within (Film TV)
- 1974: Out to Lunch (TV special)
- 1975: Let's Switch! (Film TV)
- 1975: NBC Special Treat (Episodul: "Flight from Fuji")
- 1976: How to Break Up a Happy Divorce (Film TV)
- 1977: Stonestreet: Who Killed the Centerfold Model? (Film TV)
- 1979: The Girls in the Office (Film TV)
- 1980: Condominium (TV miniseries)
- 1981–82: Harper Valley PTA (30 episoade)
- 1981: Return of the Rebels (Film TV)
- 1985: I Dream of Jeannie... Fifteen Years Later (Film TV)
- 1987: The Stepford Children (Film TV)
- 1988: The Secret Life of Kathy McCormick (Film TV)
- 1989: Your Mother Wears Combat Boots (Film TV)
- 1989–90: Brand New Life (5 episoade; The Magical World of Disney)
- 1990: Opposites Attract (Film TV)
- 1990–91: Dallas (5 episoade)
- 1991: Her Wicked Ways (Film TV)
- 1991: Hell Hath No Fury (Film TV)
- 1991: I Still Dream of Jeannie (Film TV)
- 1993: Visions of Murder (Film TV)
- 1994: Eyes of Terror (Film TV)
- 1996: Dead Man's Island (Film TV)
- 2002–03: Sabrina the Teenage Witch (3 episoade)
- 2003: Teamo Supremo (Episodul: "Brenda's Birthday Bandit")
- 2007: George Lopez (Episodul: "George is Maid to be Ruth-Less")
- 2007: Army Wives (Episodul: "Truth and Consequences")
- 2009: Always and Forever (Film TV)
- 2016: Shimmer and Shine (episoadele Empress Caliana: "The Crystal Queen/The Glob", "Samira and Zeta/The Zeta Touch")
- 2016: Worst Cooks in America ("Celebrity Edition") The premiere was on Wednesday, Sept. 14[4][5]

### Teatru - selecție
- 1964: The Pajama Game
- 1970: The Sound of Music
- 1971: The Unsinkable Molly Brown
- 1973–74: Annie Get Your Gun
- 1982: The Best Little Whorehouse in Texas
- 1984: Woman of the Year
- 1986–88: South Pacific
- 1993: Last of the Red Hot Lovers
- 1995: Nite Club Confidential
- 2000–04: The Odd Couple: The Female Version
- 2006: Love Letters
- 2012: Social Security